# Неорганічні сполуки
Неоргані́чні сполу́ки — хімічні сполуки, які не містять атомів вуглецю, ковалентно пов'язаних з атомами водню. Прості вуглецевмісні сполуки типу CO, CO2, HCN та ціаніди, карбіди розглядає саме неорганічна хімія.
Неорганічні сполуки загалом окреслюються як «такі, що не належать до органічних»: не мають зв'язків із воднем та іншим атомом вуглецю. Однак цей поділ є недосконалим, оскільки чіткої межі між органічною та неорганічною хіміями не існує. Поєднувальною ланкою між неорганічними та органічними сполуками є елементоорганічні сполуки.

## Класифікація
Усі неорганічні сполуки за подібністю їхнього складу та хімічних властивостей об'єднують в окремі групи, або класи. Проте жоден з використовуваних принципів поділу не є вичерпним.
За функціональними ознаками серед неорганічних сполук, так само як і серед органічних, розрізняють основи, кислоти, солі. Також існують амфотерні основи, які можуть проявляти властивості як основ, так і кислот.
Залежно від кількості різних елементів у сполуці, розрізняють бінарні сполуки (2 елементи), тринарні (3 елементи), тетрарні (4 елементи) і т. д. Ті, своєю чергою, поділяються на групи за типом аніона, наприклад: сульфіди, нітриди (бінарні), хлорати, фосфати (тринарні), гідрокарбонати (тетрарні) тощо. Найпоширенішою групою бінарних сполук є оксиди, які також поділяються за функціональними ознаками, за аналогією до загального класу, — на кислотні, осно́вні, амфотерні оксиди, а також несолетвірні (наприклад, CO, N2O, NO).

## Поширення у природі
Неорганічні сполуки складають основу Землі: ними є широко розповсюджені вода та пісок; переважна більшість мінералів, а також розчинених солей у водоймах так само має неорганічну природу. Атмосфера Землі містить незначні сліди CO2, NO, NO2 та води.
Поверхня супутника Землі Місяця складається з оксидів SiO2, Fe2O3, MgO, Al2O3, Cr2O3, TiO2 та ін. У міжпланетному просторі можуть бути знайдені неорганічні сполуки CO2, CO, AlCl, CS, CP, FeO, моносилан, хлориди натрію та калію, гідрид літію, аміак, хлороводень тощо.